# Yūken Teruya

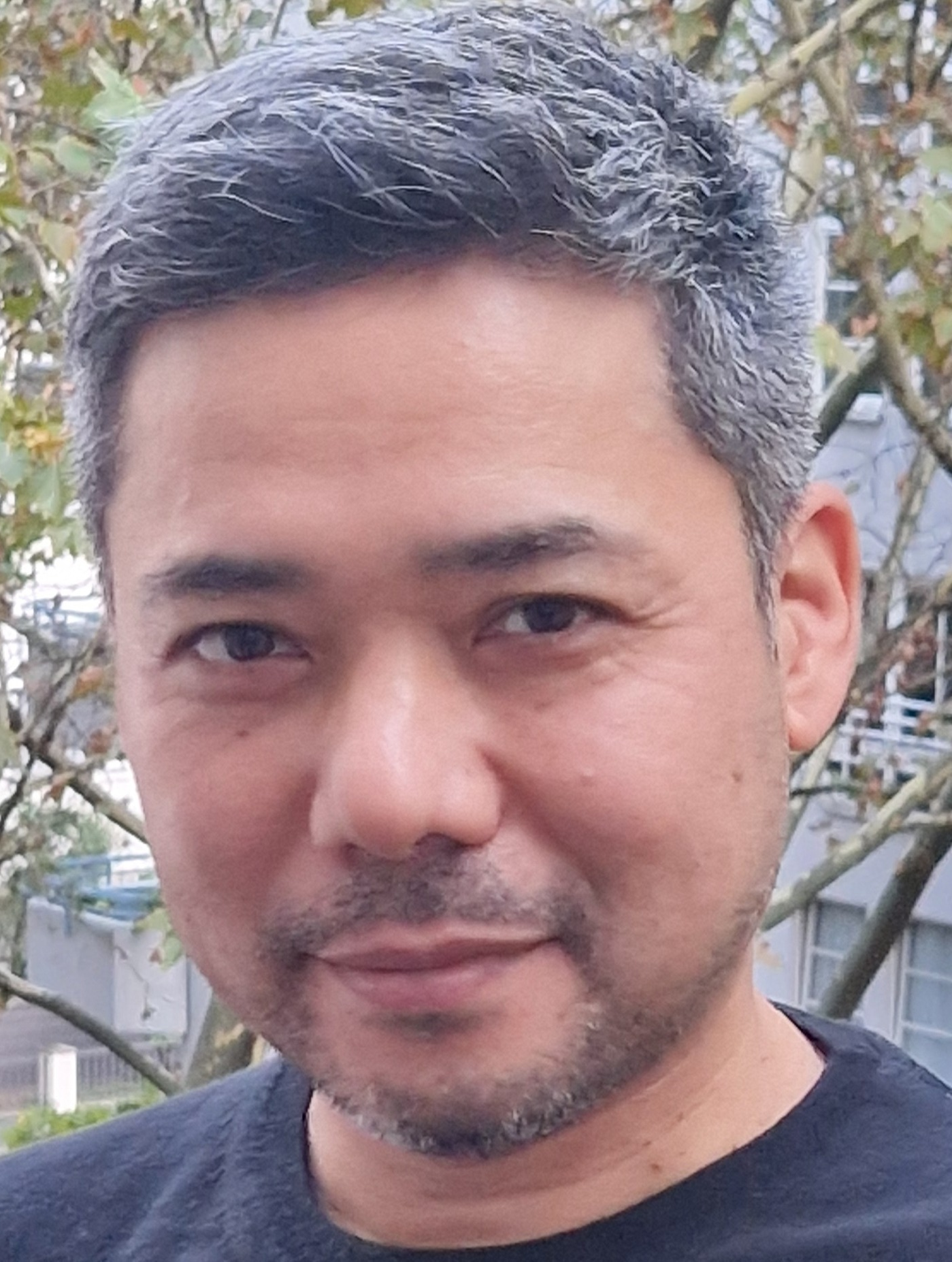
Yūken Teruya (2024)

Yūken Teruya (jap. 照屋 勇賢 Teruya Yūken; * 18. Juni 1973 in der Präfektur Okinawa, Japan) ist ein japanischer bildender Künstler.

## Leben und Werk
Teruya arbeitet mit verschiedenen Medien an einer Vielzahl von Themenbereichen, vor allem mit Alltagsgegenständen und traditionellem Kunsthandwerk. Er lebt in New York und Berlin. 

## Einzelausstellungen (Auswahl)
- 2018    "Yuken Teruya" Live Forever Art Foundation, Taichung
- 2014–15 "Yuken Teruya On Okinawa, Collections from the past and the future" Dahlem Ethnological Museum/Asian Art Museum (Humboldt Lab Dahlem), Berlin, Germany"
- 2010    "My Great Grandma Is USA" Ueno Royal Museum, Tokyo, Japan
- 2007    "Free Fish >-:► The Art of Yuken Teruya" Asia Society, New York, USA
- 2006    "Straight Flavor - Yuken Teruya" Hiroshima City Museum of Contemporary Art, Hiroshima, Japan
- 2005    "Forest Inc.": Josee Bienvenu Gallery, New York, USA
- 2005     Kunstverein Wiesbaden, Wiesbaden, Germany
- 2002     Shoshana Wayne Gallery, Santa Monica, USA

## Gruppenausstellungen (Auswahl)
- 2018    "Shanghai Biennale", Shanghai, China
- 2018    "Japanorama: Contemporary Visual Arts & Culture Since 1970", Centre Pompidou-Metz, France
- 2018    "7th Moscow Biennale of Contemporary Art", The State Tretyakov Gallery, Moscow, Russia
- 2015     "Who interprets the world?" 21st Century Museum of Contemporary Art, Kanazawa, Japan
- 2014–15  "Go-Betweens: The World Seen Through Children" Okinawa Prefectural Museum & Art Museum, Okinawa, Japan; The Museum of Art, Kochi, Kochi, Japan, Mori Art Museum, Tokyo, Japan
- 2012    "18th Biennale of Sydney" Sydney, Australia
- 2012    "Double Vision: Contemporary Art from Japan" Moscow Museum of Modern Art, Moscow, Russia
- 2011    "The 4th Moscow Biennale" Moscow, Russia
- 2010    "Roppongi Crossing": Mori Art Museum, Tokyo, Japan
- 2009    "Hundred Stories about Love": 21st Century Museum of Contemporary Art, Kanazawa, Japan
- 2008    "Art Scope, 2007/2008": Daimler Contemporary, Berlin, Germany
- 2008    "Wall Rockets": The FLAG Art Foundation, New York, USA
- 2007    "Attention to Detail": The FLAG Art Foundation, New York, USA
- 2007    "The Shapes of Space": Guggenheim Museum, New York, USA
- 2006    "Asian Pacific Triennial": Queensland Art Gallery, Brisbane, Australia
- 2005    "Greater New York": P.S.1, Contemporary Art Center, New York, USA
- 2005    "Yokohama 2005: International Triennale of Contemporary Art": Yokohama, Japan

## Werke in öffentlichen Sammlungen (Auswahl)
- Guggenheim Museum, New York
- The Museum of Modern Art, New York, USA
- Daiichi Seimei Museum, Tokyo, Japan
- Seattle Art Museum, Seattle, USA
- Twigg-Smith Museum, Honolulu, USA
- Hoffman Collection, Berlin, Germany
- Altoids Collection, New Museum, New York, USA
- Norton Collection, New York, USA
- Charles Saatchi Collection, London, UK
- Sakima Art Museum, Okinawa, Japan
- Mori Art Museum, Tokyo, Japan
- 21st Century Museum of Contemporary Art, Kanazawa, Japan
- Ethnologisches Museum Berlin, Berlin, Deutschland
- Museum of Contemporary Art, Tokyo, Japan

## Preise
- 2010  Audience Award, Roppongi Crossing, Mori Art Museum, Tokyo, Japan
- 2007	Painters and Sculptors Grant Program Award, Joan Mitchell Foundation, USA
- 2006	Artist in Residence Award, Art Scope Daimler Chrysler Japan, Japan
- 2005	NYFA fellowship - Lily Auchincloss Fellow 2002	Vision of Contemporary Artists, Japan
- 2005  Emerging Artist Award, The Aldrich Museum of Contemporary Arts, USA
- 2001	Skowhegan School of Painting and Sculpture Fellowship, Skowhegan, USA